# 消えたプリンセス
『消えたプリンセス』（きえたプリンセス）は、1986年12月20日にイマジニアから発売された、ファミリーコンピュータ ディスクシステム用のゲーム。

## 概要
メディアミックスの手法を取り入れたWAVE JACKシリーズ第2作。ロールプレイング要素を含むアクションアドベンチャーゲームである。イメージキャラクターは富田靖子。
黄色の大き目のパッケージには、ゲームソフトのほかに以下の物が同梱されている。
副読本
ゲーム世界の背景の説明や、毛利名人の攻略レポート、富田靖子のインタビューが収録されている。ヒントも多数散りばめられている。
カセットテープ
富田靖子の主題歌と、ミニドラマを収録。
捜査手帳
警察手帳に似せたメモ帳。
地図
幹線道路だけを載せており、詳細はプレイヤーが書き加えていくことになる。裏面は富田靖子のポスター。
WAVE JACKシリーズのゲームはディスクの書き換え対象ではなかった。ただし、誤って別のゲームに書き換えてゲームを消去してしまった場合、任天堂本社に送付することで元に戻すことは可能だった。

## ゲーム内容
プレイヤーは刑事「小林もんた」となり、失踪したプリンセス・キララと散逸した「五種の神器」を取り戻す為、広大なマップを持つ5つの町とその地下に広がる巨大な地下道を行き来しつつ捜査を行なう。

## ゲームシステム
主人公は十字キーで移動、ボタンで拳銃の発射とメニュー画面呼び出し（シューティングシーンではジャンプ）を行う。体力ゲージ制を採用し、敵に銃で撃たれたり住人や動物の攻撃で怪我を負わされるなどしてダメージを受け、ゲージを全て失うとゲームオーバー。体力は町内の食堂やレストラン等で食事を摂ったり病院での治療や宿泊を行うと回復する（但し特定の食べ物を続けて食べると食中毒を起こし逆に体力が減る）。ゲーム内時間が30日経過しても捜査失敗でゲームオーバーとなる。拳銃は無制限に発砲でき、特定の場所で改造を受けて連射数を強化する事が出来る（1→2→4連射）。また拳銃で一般市民を10名以上誤射し警察署もしくは交番を訪れると罰金を取られスタート地点の警察署へ強制送還されてしまう。
ゲーム内の謎解きについては、ヒントになっているのかも怪しいレベルのヒントしか提示されないものが多い（一部アイテムの出現条件など）。

### シーン

#### 町
このゲームのメインステージ。俯瞰型4方向スクロール。町内にはたくさんの家や多くの施設が建ち並び、そのほとんどに立ち入れ、住人からは様々な反応が得られる。プレイヤーは建物の住人や、街中を歩いている市民から聞き込みを行ない、プリンセスや五種の神器捜索の為の情報を集めなくてはならない。建物内には突然殴りつけてくる者や潜伏中の犯罪者が住んでいる事がある。会話中にメニュー画面を呼び出し、犯罪者を逮捕したりアイテムを手渡す等特別な動作を行う事が出来る。ゲームの進行につれて、次の町へ進む事が出来る。一度訪れた町と町の間は往来が可能。また後述する時間の経過により町の様相が変化する。
時々黒服の男達が出現し、素早く移動しながら主人公と縦横軸が合うと銃を発砲してくる。彼らや一般市民はスクロールアウトする事が出来るが、再びどこからともなく出現する。
後述する昇進試験を受ける際は警察署を訪れる必要がある。

#### 地下通路
町の地下に広がる広大なダンジョン風のステージ。俯瞰型4方向スクロール。凶暴な動物が生息し、黒服の男達と同様弾を撃って攻撃してくる。壁と下水道で分断されている為移動範囲が限られるが、ゲーム内で入手するアイテムにより最初は行けない箇所へも行ける様になる。一部の町と町や同一町内のエリアの移動にはこの地下通路を経由していく。

#### シューティング
任意横スクロール型ステージ。マップ左端からスタートする。ランダム配置された敵を銃で撃ち穴をジャンプで飛び越えながら、マップ右端にある出口に辿り着ければクリアとなる。時折置いてあるジャンプ台はタイミング良くボタンを押すと大ジャンプ出来る。ステージ中に置いてあるドルマークを取ると捜査費用が増える。

### 捜査費用
捜査費用は1日ごとに一定金額が署より支給される（支給額は昇進する事で増加する）。その他、犯罪者逮捕による金一封の他、店舗でのバイト、収穫したマツタケの売却、実家からの仕送りの受け取り、銀行に任意で預金した分の利子、埋蔵金の発掘など様々な金策により獲得出来る。捜査費用で飲み食いして体力回復したり、身体を鍛えて体力の最大値を上げたりする事も出来たりなど、本ゲームは本筋以外の場所でこうした自由度の高い行動をとれるのも特徴である。

### 時間の概念
画面右下に経過日数と時間が表示される。ゲーム内時間の1分は町中で15秒、シューティングシーンでは3秒で経過する（メニュー表示中や会話中は経過しない）。またアルバイトや宿泊などでも一定時間が経過する。時間が経過すると町の風景が朝→昼→夕方→夜…と変化し、夜間は主人公がうたた寝をし始めて時折動きが止まったりギャングの出現頻度が高くなり、22時になると主人公はその場で朝まで野宿を始めてしまう。また一定の時間帯でないと入れない施設がある。

### 公衆電話
町の至る所に設置してある。形状は赤い格子型。鬼河原警部に状況報告を行い、ゲーム内フラグを立てる為のトリガとなる。

### ゲームデータのセーブ
セーブはアイテム項目から「でぃすく（ディスクシステムのクイックディスクの意）」を選択して行う。でぃすくは消費アイテムの為、玩具屋さんを探し出してその都度購入する必要がある（ストック可）。

### 小次郎丸
後述する主人公の相棒である警察犬。メニュー画面から命令する。民家に潜伏した犯罪者を嗅覚で探り当てたり、他の動物と会話する事が出来る。

### 昇進試験
ゲームが一定の段階まで進行すると、署に電話した際「昇進試験を受けたか？」と聞かれる。この時指定された署に出頭すると3択クイズによる昇進試験を受ける事が出来、正解すると昇進して、受け取れる捜査費用がアップする。

## ストーリー
来日中だったラビア国王女キララが行方不明となり、王位継承の証「五種の神器」のありかもわからなくなってしまった。激怒したラビア国の王は、日本国内で蔓延している流行性痴呆症（パッパラパーになる病気）の特効薬オニノフグリの輸出停止を宣言。この事件の捜査員として抜擢された小林刑事は、30日以内にキララ王女と神器を探し出し、日本とラビアの関係を修復しなければならない。

## キャラクター
カセットテープのドラマ出演者には声の担当も表記する。
小林もんた（こばやし もんた）
- 声 - 岩田光央

主人公の新米刑事。ドジで失敗続きだったが、銀行強盗を偶然にも逮捕するという手柄で注目を浴び、今回の事件の担当に選ばれた。
小次郎丸（こじろうまる）
- 声 - 鈴木れい子

もんたの相棒の警察犬。名犬ラッシーの血を引く。
キララ王女
- 声 - 富田靖子

行方不明になったラビア国王女。16歳。天真爛漫な女の子。
鬼河原警部（おにがわらけいぶ）
- 声 - はせさん治

もんたの上司。部下をよく怒鳴っているが、心根は優しい。
キンキンキラキラ国王
ラビアの王にしてキララ王女の父。短気で有名。
アバンギャルド女史
ラビア国王の正室であり、キララ王女にとっては継母に当たる。口やかましい実力者。
ボコラモ
女史の私設護衛集団スペクターの一員。鈍い中年男性。
デコラモ
スペクターの一員。すらりとした痩せ型でクールそうに見えるが、実は気が弱い。
難波野小町（なにわの こまち）
甘えん坊で素直な女の子。髪型も含めてキララ王女に瓜二つ。
難波野権造（なにわの ごんぞう）
昔かたぎのヤクザで、小町の父親。最近は落ち目で、子分は4人しかいない。一家の証は「たこやきバッヂ」。
稲葉組長（いなばくみちょう）
難波野親分の子供の頃からのライバル。成り上がりのマフィアのような「稲葉エージェンシー」を率いる。ファミリーの証は「白うさぎバッヂ」。
山下刑事
空気投げを得意とする柔道8段の猛者。山にこもって訓練中である。
金太（きんた）
遊び人の情報屋。頭はモヒカン刈りだが、これは生まれつきの髪型らしい。
近藤（こんどう）
キララ王女のペンパル（文通相手）の青年。

## 音楽

### 主題歌
「消えたプリンセス」
- 歌：富田靖子
- 作詞：三浦徳子
- 作・編曲：戸田誠司

「プリンセスを救え！」
- 歌：木村真紀
- 作詞：佐藤ありす
- 作・編曲：宮本光雄, 西平彰, 岸正之

## スタッフ
- シナリオ、プロデュース：デーモン飯田橋
- メイン・プログラム：ヤッホーほりもと（堀本幸男）
- キャラクター・デザイン：ほろほろどりおしだ（堀本れい子）
- ミュージック：やじろべえつの
- アシスタント・プログラマー：どざえもんいけだ、きんたろうあめすずき
- 制作進行：ふあんとむいのうえ
- テーマソング：富田靖子
- 協力：プロデュースハウスアミューズ、わくらプロダクション、日本コロムビア
- 制作：イマジニア

## 評価
ゲーム誌「ファミコン通信」の「クロスレビュー」では5・6・8・8の合計27点（満40点）、レビュアーは住民と会話して進めるのがメインでいい意味で『ドラゴンクエスト』を意識したゲームで、アパートの家賃を払わないと泊まることができないなど設定が面白い、RPGは謎解きに集中してしまうものだが会話が楽しく引き込まれるとした他、軽快なBGMを賞賛、5つある街は広く一軒一軒家に入って聞き込み捜査するのは大変で謎解きもハードであるためクリアするのは難しい、最初の所持金を決定する面はなくてもよかったのではないかとした。「ファミリーコンピュータMagazine」の読者投票による「ゲーム通信簿」での評価は以下の通りとなっており、17.94点（満30点）となっている。 
| 項目 | キャラクタ | 音楽 | 操作性 | 熱中度 | お買得度 | オリジナリティ | 総合  |
| 得点 | 3.22       | 3.05 | 2.95   | 3.07   | 2.49     | 3.23           | 17.94 |